# Argiope modesta
Argiope modesta är en spindelart som beskrevs av Tord Tamerlan Teodor Thorell 1881. Argiope modesta ingår i släktet Argiope och familjen hjulspindlar. Inga underarter finns listade i Catalogue of Life.